# Maurice Nassy
Maurice Nassy (Paramaribo, 1 november 1858 – Den Haag, 27 november 1930) was een bestuurder in Suriname.

## Biografie
Nassy was van Joodse afkomst. Hij was een zoon van Samuel (Haim) de Mosseh Cohen Nassy en Hanna Lionarons. In zijn jeugd woonde hij in Nederland, eerst in Gorinchem. Vanaf 12 oktober 1876 woonde hij aan de Groenburgwal in Amsterdam, en vanaf 1877 aan het Thorbeckeplein in dezelfde stad.
In 1896 keerde hij terug naar Suriname om het ambt van districtscommissaris van Beneden-Suriname en Beneden-Para op zich te nemen. Op 24 december 1889 huwde hij te Paramaribo met Louise Grace Monsanto. In oktober 1930 trouwde hij nog met Maria Johanna Weeda. 
In 1911 nam hij voor enkele maanden de functie van agent-generaal voor de Immigratie waar, toen Corstiaan van Drimmelen op verlof in Nederland was.

## Onderscheidingen
- 1906: Ridder in de Orde van Oranje-Nassau
- 1911: Officier in de Orde van Oranje-Nassau